# لورا كيركباتريك
لورا كيركباتريك (بالإنجليزية: Laura Kirkpatrick)‏ هي عارضة أمريكية، ولدت في 12 يونيو 1989 في ستانفورد في الولايات المتحدة.